# Estrofe
Estrofe é definida, na poesia moderna, como cada uma das seções que constituem um poema, ou seja, cada agrupamento de versos, rimados ou não, com unidade de conteúdo e de ritmo. Apresentada geralmente como sinônimo de estância, difere desta quanto ao grau da referida unidade. Na mancha do poema, aparecem separadas por espaços em branco. Tal configuração retrata a pausa rítmica e lógica, mais evidente na estância do que na estrofe.
Quanto ao número de versos, a estrofe pode ser um(a):
- Monóstico - 1 verso
- Dístico - 2 versos

Liberdade - essa palavra
que o sonho humano alimenta;
(Cecília Meireles, Romanceiro da Inconfidência)
- Terceto - 3 versos

esquema AAA:
Tuba mirum spargens sonum
Per sepulcra regionum,
Coget omens ante thronum.
(Tomás de Celano, Dies irae)
esquema ABA BCB...
Nel mezzo del cammin di nostra vita
mi ritrovai per una selva oscura,
ché la diritta via era smarrita.
Ahi quanto a dir qual era è cosa dura
esta selva selvaggia e aspra e forte
che nel pensier rinova la paura!
(Dante Alighieri, Divina commedia)
- Quarteto ou quadra - 4 versos

esquema 11/11/9/10
Vides ut alta stet nive candidum
Soracte nec iam sustineant onus
silvae laborantes geluque
flumina constiterint acuto?
(Quintus Horatius Flaccus, Carmina I, 9)
- Quintilha - 5 versos

esquema ABABB:
En una noche oscura,
con ansias, en amores inflamada
¡oh dichosa ventura!,
salí sin ser notada
estando ya mi casa sosegada.
(Juan de la Cruz, Noche oscura)
Limerick
Procurou chão e não viu,
deu mais um passo e caiu.
Estava no escuro
em cima do muro.
Eu não sei por que subiu.
(Limerickeda - Paulo Camelo)
- Sexteto ou Sextilha - 6 versos

esquema ABABCC:
Wer wagt es, Rittersmann oder Knapp,
Zu tauchen in diesen Schlund?
Einen goldnen Becher werf ich hinab,
Verschlungen schon hat ihn der schwarze Mund.
Wer mir den Becher kann wieder zeigen,
Er mag ihn behalten, er ist sein eigen.
(Friedrich Schiller, Der Taucher)
esquema AABCCB:
Les sanglots longs
Des violons
De l'automne
Blessent mon coeur
D'une langueur
Monotone.
Paul Verlaine, Chanson d'automne)
esquema ABCCBA:
The grey sea and the long black land;
And the yellow half-moon large and low;
And the startled little waves that leap
In fiery ringlets from their sleep,
As I gain the cove with pushing prow,
And quench its speed i' the slushy sand.
Robert Browning, Meeting at night)
- Septilha - 7 versos

esquema ABABBCC:
One who through conquered trouble had grown wise,
To read the grief unspoken, unexpressed,
The misery of the blank and heavy eyes,—
Or through youth’s infinite compassion guessed
The heavy burden,—such a one brought rest,
And bade her lay aside her doubts and fears,
While the hard pain dissolved in blessed tears.
(Emma Lazarus, Epochs. Sympathy)
- Oitava - 8 versos

esquema ABABABCC (oitava real):
As armas e os barões assinalados,
Que da ocidental praia Lusitana,
Por mares nunca de antes navegados,
Passaram ainda além da Taprobana,
Em perigos e guerras esforçados,
Mais do que prometia a força humana,
E entre gente remota edificaram
Novo Reino, que tanto sublimaram;
(Luís Vaz de Camões, Os Lusíadas. Canto Primeiro)
- Nona - 9 versos

esquema ABABBCBCC:
I weep for Adonais—he is dead!
Oh, weep for Adonais! though our tears
Thaw not the frost which binds so dear a head!
And thou, sad Hour, selected from all years
To mourn our loss, rouse thy obscure compeers,
And teach them thine own sorrow, say: "With me
Died Adonais; till the Future dares
Forget the Past, his fate and fame shall be
An echo and a light unto eternity!"
(Percy Bysshe Shelley, Adonais)
- Décima - 10 versos

My heart aches, and a drowsy numbness pains
My sense, as though of hemlock I had drunk,
Or emptied some dull opiate to the drains
One minute past, and Lethe-wards had sunk:
'Tis not through envy of thy happy lot,
But being too happy in thine happiness,—
That thou, light-winged Dryad of the trees
In some melodious plot
Of beechen green, and shadows numberless,
Singest of summer in full-throated ease.
(John Keats, Ode to a nightingale)
- Mais de dez versos: estrofe irregular.

Quando um verso se repete no início de todas as estrofes de um poema, é designado de antecanto. Se essa repetição ocorrer no final, é designado por bordão. Ao conjunto de versos repetidos no decorrer do poema chama-se estribilho ou refrão.
Formas fixas:
- Soneto: poema formado por dois quartetos e dois tercetos, geralmente composto por versos  decassílabos e de conteúdo lírico;

O sol é grande, caem co’a calma as aves,
do tempo em tal sazão, que sói ser fria;
esta água que d’alto cai acordar-m’-ia
do sono não, mas de cuidados graves.
Ó cousas, todas vãs, todas mudaves,
qual é tal coração qu’em vós confia?
Passam os tempos vai dia trás dia,
incertos muito mais que ao vento as naves.
Eu vira já aqui sombras, vira flores,
vi tantas águas, vi tanta verdura,
as aves todas cantavam d’amores.
Tudo é seco e mudo; e, de mestura,
também mudando-m’eu fiz doutras cores:
e tudo o mais renova, isto é sem cura!
(Francisco de Sá de Miranda)
- Balada: poema formado por três oitavas e uma quadra;
- Rondel: poema formado por duas quadras e uma quintilha;
- Rondó: poema com estrofação uniforme de quadras;
- Sextina: poema formado por seis sextilhas e um terceto;
- Indriso: poema formado por dois tercetos e dois monósticos;
- Trova: poema monostrófico de quatro versos heptassilábicos;
- Haicai: poema monostrófico com três versos: dois pentassilábicos e um heptassilábico (o

segundo);
- Limerick: poema monóstrófico com 5 versos: 2 heptassílabos, 2 pentassílabos, 1 heptassílabo, com esquema rímico AABBA